# Elyria (Ohio)
Pour les articles homonymes, voir Elyria.
Elyria (en anglais [əˈlɪəriə]) est une ville de l'État de l'Ohio, aux États-Unis. Elle est le siège du comté de Lorain. Sa population s’élevait à 54 533 habitants lors du recensement de 2010, estimée à 53 883 habitants en 2017.

## Source
- (en) Cet article est partiellement ou en totalité issu de l’article de Wikipédia en anglais intitulé « Elyria, Ohio » (voir la liste des auteurs).